# Instituto Centroamericano de Administración de Empresas
INCAE Business School ist eine Business School in Lateinamerika. Derzeit verfügt sie über zwei Anlagen: Campus Francisco de Sola in Nicaragua und Campus Walter Kissling Gam in Costa Rica. Die INCAE ist als eine der besten Business Schools in Lateinamerika bekannt und konnte auch in globalen Ranglisten bereits respektable Plätze erringen.

## INCAE Business School

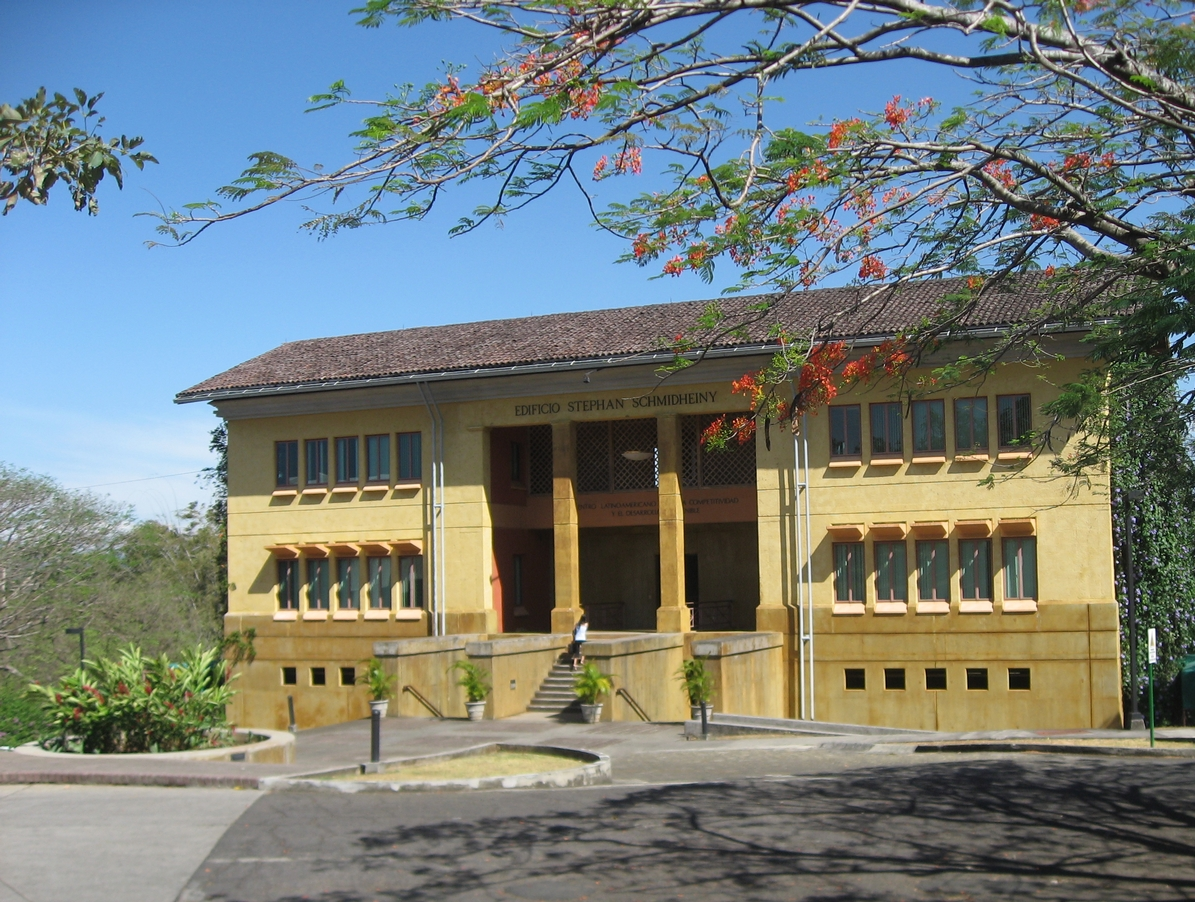
Bibliothek der INCAE Business School in Costa Rica

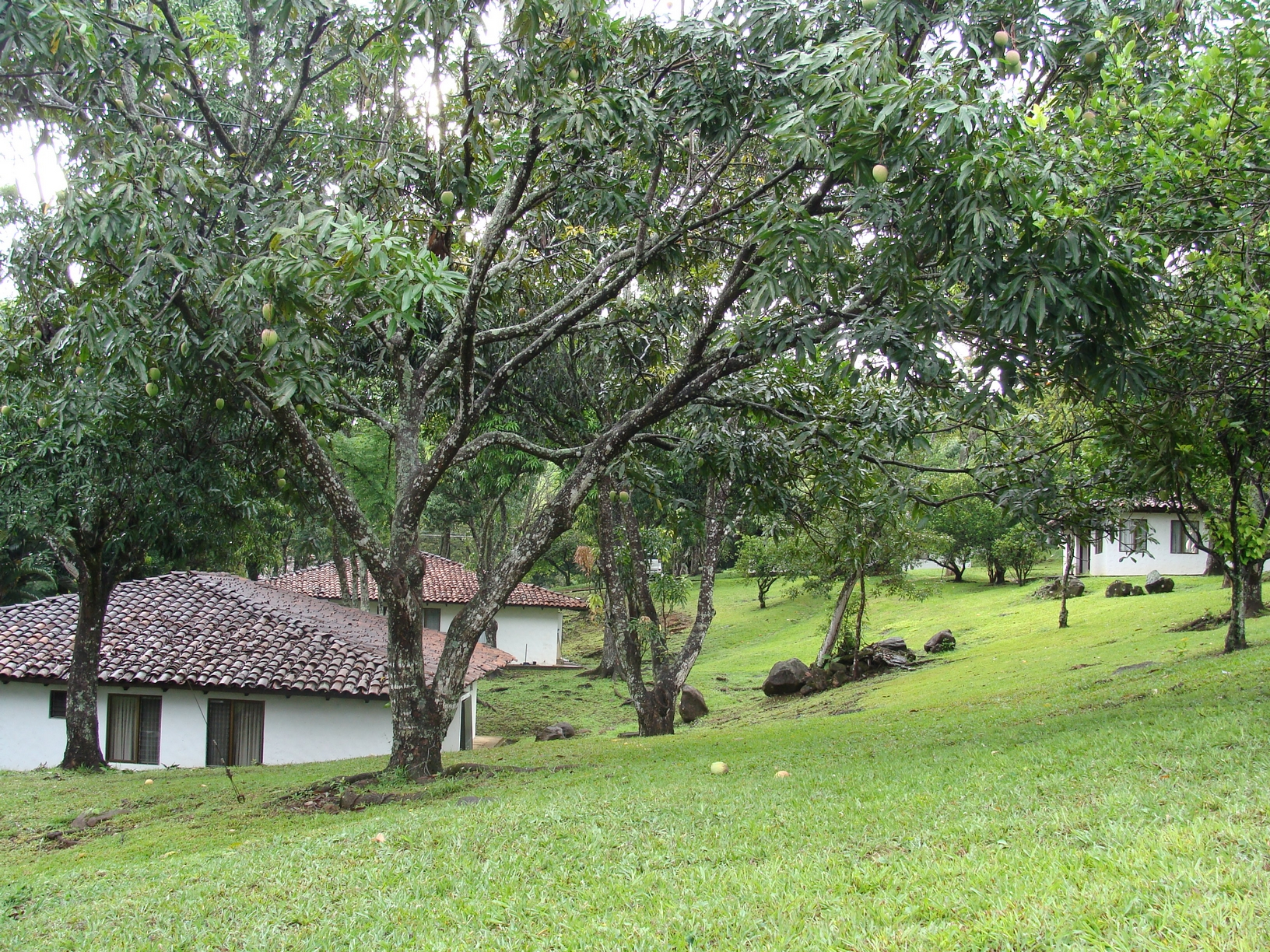
Blick auf die Studentenunterkünfte auf dem Campus in Costa Rica

INCAE wurde im Jahre 1964 mit Unterstützung der amerikanischen Regierung und der Regierungen der einzelnen zentralamerikanischen Länder gegründet. Die Business School arbeitet eng mit der amerikanischen Harvard Business School zusammen. Diese war auch an der Gründung beteiligt.
Zuerst wurde die Anlage Campus Francisco de Sola in Managua im Jahre 1964 gegründet und im Anschluss daran, im Jahre 1984, das Campus Walter Kissling Gam in Alajuela in Costa Rica. Dieser Campus befindet sich auf einem ehemaligen Country Club, auf dem in der Regel auch alle Studenten während des Studiums wohnen.
Aktueller Dean der INCAE Business School ist Arturo Condo, der am Institut von Michael Porter an der Harvard Business School promoviert hat. Arturo Condo ist zudem Senior Institute Associate des von Michael Porter geleiteten Institute for Strategy and Competitiveness an der Harvard Business School. Michael Porter hält auch einen Ehrendoktortitel der INCAE Business School. Die INCAE School ist weiterhin sehr bekannt und renommiert für ihren Schwerpunkt in nachhaltigem Management/Sustainable Management.

## Anerkannte Studenten und Professoren
Zahlreiche Persönlichkeiten des politischen und wirtschaftlichen Lebens in Lateinamerika besitzen eine enge Bindung zu der INCAE. So zum Beispiel die Kultusministerin von Costa Rica, María Elena Carballo, die frühere Vize-Kultusministerin von Costa Rica, Amalia Chaverri, der frühere Umweltminister und momentane Außenminister von Costa Rica, René Castro Salazar, der ehemalige Außenhandelsminister von Costa Rica, Alberto Trejos, der Vorsitzende der Zentralbank von Costa Rica, Francisco de Paula Gutiérrez sowie der Vorsitzende der Zentralbank von Nicaragua, Noel Ramírez.

## Die Fakultät
Im Jahre 2009 setzte sich die Lehrerschaft der INCAE aus zweiundvierzig Professoren mit Lehrauftrag im MBA-Programm und dem Fortbildungsprogramm für Führungskräfte zusammen. 92 % der Lehrerschaft besitzt den Doktortitel. Diese Titel wurden von den meisten an Universitäten der sogenannten Ivy-League in den USA erworben. Etwa 35 % aller Professoren erwarben ihren Doktortitel an der Harvard Business School, an der viele dieser Professoren bereits zuvor ihren Master erwarben. Das Verhältnis zwischen Studenten und Professoren ist in der INCAE 6:1.
Außerdem fordert die INCAE von ihren Fakultätsmitgliedern ständigen, direkten Kontakt zu Unternehmerkreisen und garantiert auf diese Weise, dass das im Unterricht vorgegebene Material stets auf dem neuesten Stand gehalten wird. Die Professoren stehen durch Beratungsdienstleistungen stets im direkten Kontakt zu den einzelnen Unternehmen. Sie übernehmen auch Forschungsaufträge für diese, welche dann anschließend in wissenschaftlichen Zeitschriften veröffentlicht werden.
Dine INCAE Business School arbeitet mit vielen Unternehmen eng zusammen. Stellvertretend dient die Beziehung zum Unternehmen Nespresso, mit welchem die INCAE Business School im Rahmen einer Summer School und verschiedenen Studien im Rahmen nachhaltiger Kaffeewirtschaft zusammenarbeitet.

## Angebotene Studienprogramme
Das Hauptprogramm der INCAE ist dessen MBA-Programm, welches in spanischer und englischer Sprache angeboten wird und 21 Monate dauert. In diesem Programm unterhält die Hochschule verschiedene Doppeldiplomabkommen, zum Beispiel mit renommierten Hochschulen im deutschsprachigen Raum wie der Universität St. Gallen in der Schweiz, der EBS Universität für Wirtschaft und Recht, der WHU und der Handelshochschule Leipzig (HHL) in Deutschland oder der Thunderbird School of Global Management und der Case Western Reserve University in den Vereinigten Staaten oder der ESADE Business School in Spanien. Mit einer ganzen Reihe an weiteren Hochschulen bestehen Austauschverträge.
Weiterhin bietet die INCAE ein Masterprogramm in Agrarwirtschaft (Master in Agribusiness Management) zusammen mit dem Tropical Agricultural Research and Higher Education Center (CATIE) in Costa Rica an, welches 18 Monate dauert. Gemeinsam mit der Wisconsin School of Business in den Vereinigten Staaten wird ein Masterprogramm in Globalem Immobilienmanagement (Global Real Estate Management) offeriert, welches ebenfalls etwa 21 Monate dauert. Dabei erfolgt in diesem Programm eine Kooperation mit der HEC Paris und der Hong Kong University of Science & Technology (HKUST). Schließlich bietet INCAE noch ein Executive MBA-Programm an, welches 16 Monate dauert. Schließlich werden noch eine ganze Reihe an Weiterbildungen im Bereich der Executive Education angeboten.

## Akkreditierung und Mitgliedschaft
Die an der INCAE Business School erworbenen Master-Titel werden von SACS (Southern Association of Colleges and Schools) der Vereinigten Staaten von Amerika anerkannt. Die Organisationen EQUIS (European Quality Improvement Systems) und AACSB (Association to Advance Collegiate Schools of Business) erkennen diesen Titel an.
INCAE ist außerdem noch Mitglied der folgenden Business School Vereinigungen:
AACSB Internacional (Association to Advance Collegiate Schools of Business), NASPAA (National Association of Schools of Public Affairs and Administration), und BALAS (Business Association of Latin American Studies). Schließlich gehört INCAE noch dem Consejo Latinoamericano de Escuelas de Administración (CLADEA) als Mitglied an.

## Rankings
Gemäß dem Ranking der Wirtschaftszeitschrift AméricaEconomía wurde die INCAE Business School als führende Hochschule in Lateinamerika gesehen, wo sie zumeist als Nummer eins, mindestens jedoch als Nummer zwei der Region gesehen wurde. Damit ist die INCAE Business School die einzige Hochschule in Lateinamerika, die in dieser Zeitschrift konsistent entweder auf #1 oder #2 platziert wurde. Insbesondere die außergewöhnlich hohe Qualität der Professoren wurde immer wieder betont.
Im Jahr 2010 QS Global 200 Business Schools Report konnte die Business School Platz 5 in Lateinamerika erringen.
Daneben errang die INCAE Platz 10 der internationalsten Business Schools im Ranking des Wall Street Journals im Jahr 2005. Die Financial Times führte die INCAE mehrfach als eine der weltweit Top-100-MBA-Programme und in den Top 50 der Executive Education Programme. Im Jahr 2011 belegte die INCAE Business School im einflussreichen Financial Times Ranking der weltweit besten 100 MBA-Programmen den Platz 77. Im Jahr 2008 wurde INCAE von Eduniversal als eine der drei einflussreichsten Wirtschaftshochschulen in Lateinamerika angesehen und mit 5 Palmen (maximale Anzahl) ausgezeichnet. Im Jahr 2010 schließlich wurde sie unter die Top 3 der Wirtschaftshochschulen in Lateinamerika und unter die Top 29 der Wirtschaftshochschulen in der Welt gekürt.